# Лопуховая
Лопуховая — река на острове Уруп в России.
Длина реки — 11 км. Площадь её водосборного бассейна насчитывает 27 км². Общее направление течения реки с северо-запада на юго-восток. Впадает в Тихий океан.

## Данные водного реестра
По данным государственного водного реестра России относится к Амурскому бассейновому округу.
Код водного объекта 20050000312118300010683.